# Ampedus erythrogonus
Ampedus erythrogonus là một loài bọ cánh cứng trong họ Elateridae. Loài này được P. W. J. Müller miêu tả khoa học năm 1821.

## Hình ảnh

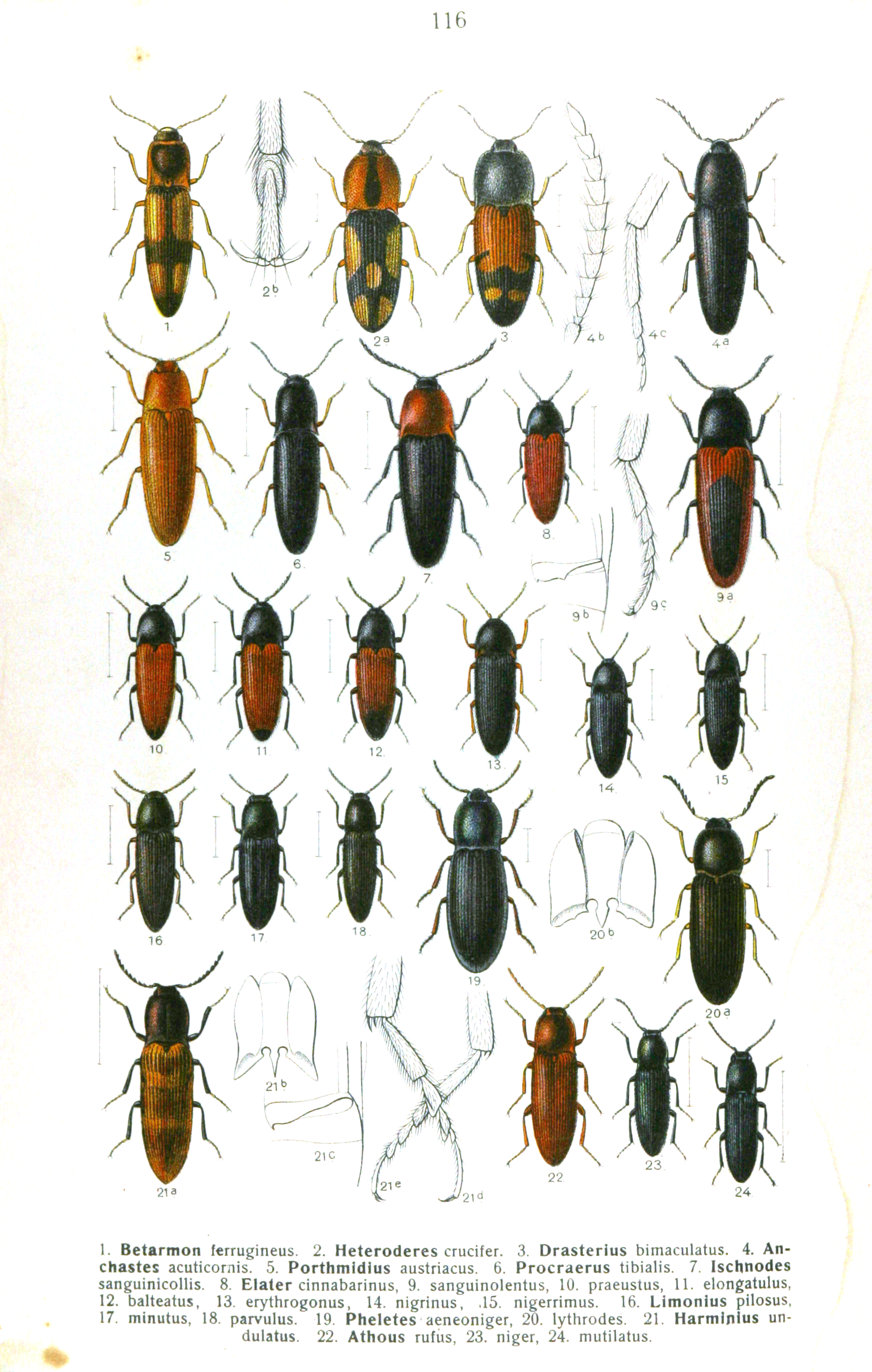